# Cadoalla
Cadoalla és una parròquia consagrada a Sant Pere pertanyent al municipi de Becerreá, província de Lugo.

## Demografia
Segons el padró municipal del 2004 tenia 80 habitants (41 dones i 39 homes), distribuïts en 6 entitats de població. Aquestes dades pressuposen una reducció de la demogràfica respecte el 1999, quan la parròquia tenia 86 habitants. Segons l'IGE, el 2014 la seva població va caure fins als 32 homes i 32 dones.

## Curiositats
En aquesta parròquia, enfront de la N-VI i de l'autovia A-6 direcció A Coruña, hi ha l'únic toro d'Osborne existent a la província de Lugo. Considerat un símbol anacrònic per alguns sectors de la societat, ha estat victíma de pintades i atemptats varis al llarg de les darreres dècades. Avui en dia, entre les tanques publicitàries i la vegetació és poc visible per als conductors.

## Llocs
- Cadoalla
- Carballín
- O Castelo
- Ribas
- Saa
- Santa Isabel